# Jane va a nord
Jane va a nord (Jane Goes North) è un romanzo on the road dello scrittore statunitense Joe R. Lansdale, pubblicato nel 2020.

## Storia editoriale
L'idea dell'autore era quella di scrivere un racconto nel quale i personaggi principali fossero tutte delle donne forti: anche se, ovviamente, l'opera è stata scritta da una prospettiva maschile, Lansdale si augura di essere riuscito a trasporre nel romanzo il punto di vista femminile delle protagoniste. Lo scrittore ha attinto per tratteggiare i personaggi femminili, al forte carattere delle donne della sua famiglia, tutte di spessore, tra cui la madre, la moglie e la figlia Kasey Lansdale; quest'ultima gli ha ispirato il personaggio di Cheryle.

## Trama
(Joe R. Lansdale, Jane va a nord)
Jane Gardner ha trent'anni, è reduce da due matrimoni, è stata licenziata da una tintoria ed è in ristrettezze economiche. Vive in una roulotte nel Texas e, quando riceve l'invito al matrimonio della sorella Ronnie, residente nel New England in una cittadina chiamata Ernest City, pur non essendo in buoni rapporti con lei, decide di partecipare alla funzione. Non potendo permettersi il prezzo del biglietto aereo e non volendo partire in autobus o in autostop, si mette in viaggio con la sua vecchia auto. Il viaggio si interrompe dopo pochi chilometri per un guasto. Jane decide allora di rispondere all'annuncio affisso nella bacheca della vicina università, con il quale una certa Henrietta cerca una persona con cui dividere le spese del carburante dell'auto per un viaggio verso nord. Henrietta, "Henry" è una burbera e possente donna che, avendo perso la vista da un occhio da bambina per colpa del fratello, deve sottoiporsi a un'operazione che un oculista le effettuerà pro bono a Boston.
Le due donne, nonostante la differenza dei carattere e i modi bruschi di Henry, man mano che il viaggio prosegue, iniziano a entrare in confidenza e a diventare amiche. Durante il viaggio evitano un furto di un uomo che le aveva accolte per la notte nella sua baracca, vengono rapite da una banda di trafficanti di esseri umani che le sequestrano insieme ad immigrati clandestini messicani per avviarle alla prostituzione o al lavoro in condizioni di schiavitù all'estero. Le due donne riescono a fuggire e a decimare la banda capeggiata da un'obesa e asmatica donna chiamata "generale Mumu". Senza soldi, avendo avuto la macchina distrutta, accettano il passaggio della cantante rock Cheryle, oramai sul viale del tramonto ma ancora apprezzata dal pubblico. Jane e Henry accompagnano Cheryle nelle sue tappe in locali di terz'ordine e malfamati, dormendo in parcheggi e in motel malmessi, stringendo tra di loro una solida amicizia. Il viaggio termina a Boston quando Jane, raggiunto il luogo del matrimonio, litiga con l'altezzosa sorella Ronnie e con gli altri familiari che la trattano con sussiego e astio. Jane decide di non partecipare alla funzione e raggiunge Henry a Boston che, nel frattempo, era stata accompagnata in clinica da Cheryle.
Jane scopre Henry si era recata nella clinica non per subire un intervento per riacquistare la vista all'occhio, ma per sottoporsi a un percorso per il cambio di sesso. Jane rimane con l'amica per sostenerla durante l'operazione e la degenza.

## Edizioni
- (EN) Joe R. Lansdale, Jane Goes North, New York, Subterranean Press, 2020,  pp. 232, ISBN 978-1-59606-938-1.
- Joe R. Lansdale, Jane va a nord, traduzione di Luca Briasco e Sara Bilotti, Strade blu, Milano, Mondadori, 2020,  p. 199, ISBN 978-88-04-73173-3.